# Высший колледж информатики НГУ

Логотип ВКИ НГУ

Высший колледж информатики Новосибирского государственного университета — учебное заведение среднего профессионального образования, расположенное в Новосибирске.
Является структурным подразделением Новосибирского государственного университета.
Колледж представляет собой учебно-научный комплекс, где проводится обучение по трём специальностям:
- 09.02.01 «Компьютерные системы и комплексы» (на базе 9 класса)
- 09.02.08 «Интеллектуальные интегрированные системы» (на базе 9 класса)[3]
- 09.02.07 «Информационные системы и программирование» (на базе 9 класса или на базе 11 класса)

## История
28 июня 1966 года приказом № 373 Министерства высшего и среднего специального образования РСФСР по инициативе основателя Сибирского отделения Академии наук академика М. А. Лаврентьева был образован Новосибирский политехникум (НПТ). Задачей политехникума была подготовка специалистов среднего звена для научно-исследовательских институтов. 1 сентября 1966 года в трёх группах дневного отделения и трёх группах вечернего отделения НПТ начались занятия. Первым директором НПТ стал Виктор Вениаминович Мануйлов.
5 мая 1978 года политехникум получил отдельное здание на ул. Русской.
В 1991 году преобразован в Высший Колледж Информатики Новосибирского Государственного Университета.
В 1993 году на базе колледжа был создан Технический факультет НГУ, который в 2000 году был преобразован в Факультет информационных технологий НГУ и переехал из здания колледжа.

## Прием и структура обучения
В настоящее время прием в ВКИ НГУ осуществляется на базе основного общего образования (9 классов) и среднего (полного) образования (11 классов). После двух лет обучения учащиеся, поступившие на базе основного общего образования получают аттестаты о среднем образовании и либо продолжают обучение в колледже, либо поступают в высшие учебные заведения.
В ВКИ работает сильный преподавательский состав: многие ведущие ученые СО РАН являются его профессорами и преподавателями. Кафедры колледжа возглавляют ведущие учёные Сибирского отделения РАН: д.ф.-м.н. А.И. Кожанов, д.ф.-м.н. Л.К. Попов, д.т.н. А.Д. Назаров, к.ф.н. Н.А. Непомнящих. В колледже разработана оригинальная технология обучения студентов через систему учебно-профессиональных проектов, для успешного осуществления которой созданы различные учебные лаборатории:
- лаборатория системного программирования,
- лаборатория компьютерного моделирования,
- лаборатория web-технологий,
- лаборатория компьютерной графики,
- лаборатория баз данных и распределенных информационных систем и др.

## Дополнительное образование
Кроме основной учебной деятельности ВКИ НГУ осуществляет обучение в рамках системы дополнительного образования.
Для учащихся средних школ каждый год в колледже проводятся: подготовительные курсы, работают Воскресная школа информатики и программирования, Летняя школа информатики и программирования, дистанционные курсы.

## Интересные факты
- Театр имени Рыбалова[9]. 13 января 1979 года в Новосибирском политехникуме была создана театральная студия. Основатель и режиссёр театра — Октавия Андреевна Миндолина. Актёрами театра являются сотрудники институтов и фирм Академгородка, студенты НГУ. За время существования театра было сыграно около сорока полноформатных спектаклей на сценах колледжа, физматшколы и большого зала Дома Учёных. Из них: «Тристан и Изольда» А. Я. Бруштейн, «Весенний день тридцатого апреля» А. Зак, И. Кузнецова, «На Молдаванке музыка играла» А. Соснина, «Дракон» Е. Шварца, «Эзоп» Г. Фигейредо, «Проделки Скапена» Ж-Б. Мольера, «Принцесса Турандот» К. Гоцци, «Красавец-мужчина», «Лес», «На бойком месте» А. Островского, «Старомодная комедия» А. Арбузова, «Двое на качелях» У. Гибсона, «Варшавская мелодия» Л. Зорина, «Хозяйка гостиницы», «Забавный случай» К. Гольдони, «Дядюшкин сон» Ф. М. Достоевского, «Женихи» Н. В. Гоголя и др.
- Студенческий совет. С мая 2008 года в ВКИ официально существует самоуправление. Студенческий совет обеспечивает яркую и бурную общественную жизнь, активно участвует в жизни Советского р-на. Составом совета, 20 октября 2009 года, была учреждена газета "ВКИ ЭКСПРЕСС" (в настоящее время газета не существует).
- ЭКО-2010. 13.03.2010 года в ВКИ прошел экологический форум, инициированный студенческим самоуправлением. В форуме приняли участие крупные Общественные Организации района. В том числе РЭОО «Зеленая планета», Ассоциация Босоногих, ТОС «Правые Чемы» и Центр «БЭМБИКС».
- С 2009 года в ВКИ НГУ было организовано обучение бакалавров в рамках практико-ориентированного, а затем прикладного бакалавриата.  (Программа бакалавриата в настоящее время не существует).
- Колледж расположен в Советском районе города Новосибирска в микрорайоне «Шлюз», в лесу на берегу Новосибирского водохранилища. Рядом с колледжем находятся общежитие для иногородних студентов, поликлиника.
- Учащиеся ВКИ НГУ сейчас не участвуют во Всероссийской олимпиаде школьников. Но так было не всегда. Например, весной 1999 года в финале XI Всероссийской олимпиады школьников по информатике Новосибирскую область представлял студент второго курса[d] Евгений Четвертаков[11].